# Parejazaur

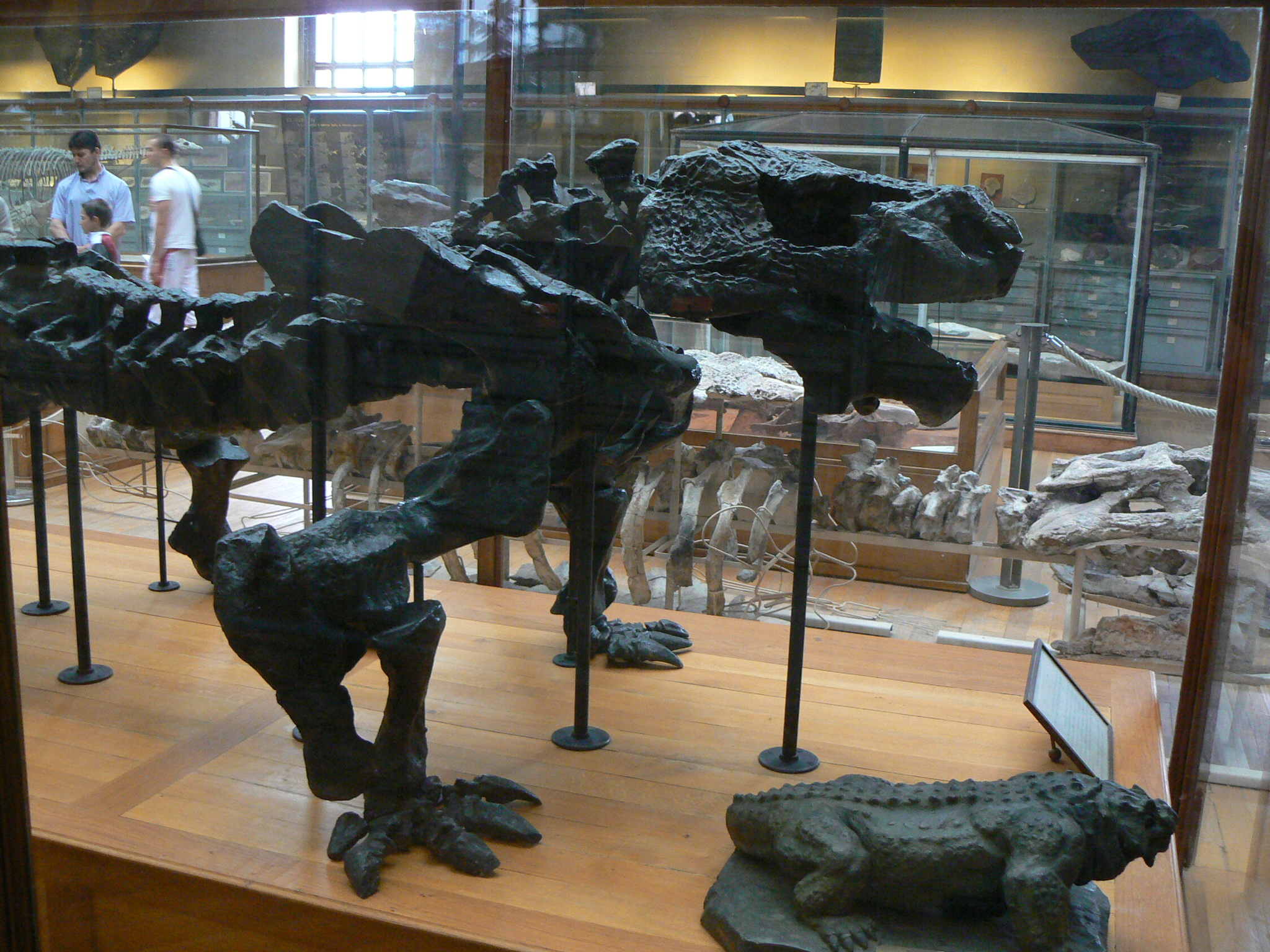
fragment szkieletu parejazaura (Muséum national d'Histoire naturelle, Paryż)

Parejazaur (Pareiasaurus) – gad, który żył w środkowym permie (270 do 265 mln lat temu) i mierzył około 2,5 metra. 
Na plecach parejazaur miał do ochrony grube płyty kostne, jego kończyny były grube, silne i zabezpieczone przy tułowiu. Jego kręgosłup był nadzwyczaj silnie wzmocniony, czaszka posiadała cierniste wyrostki i również była wzmocniona. Zęby były małe i liściokształtne. Ich piłkowane brzegi nadawały się do rozdrabniania materiału roślinnego. Żył w Ameryce Południowej, Afryce Wschodniej i Europie Wschodniej.

Dane: 
 Czas: Perm, 250 mln lat temu 
 Występowanie: Ameryka Południowa, Europa (Rosja) i Afryka Wschodnia 
 Długość ok. 2,5 m